# Francesco Carpino

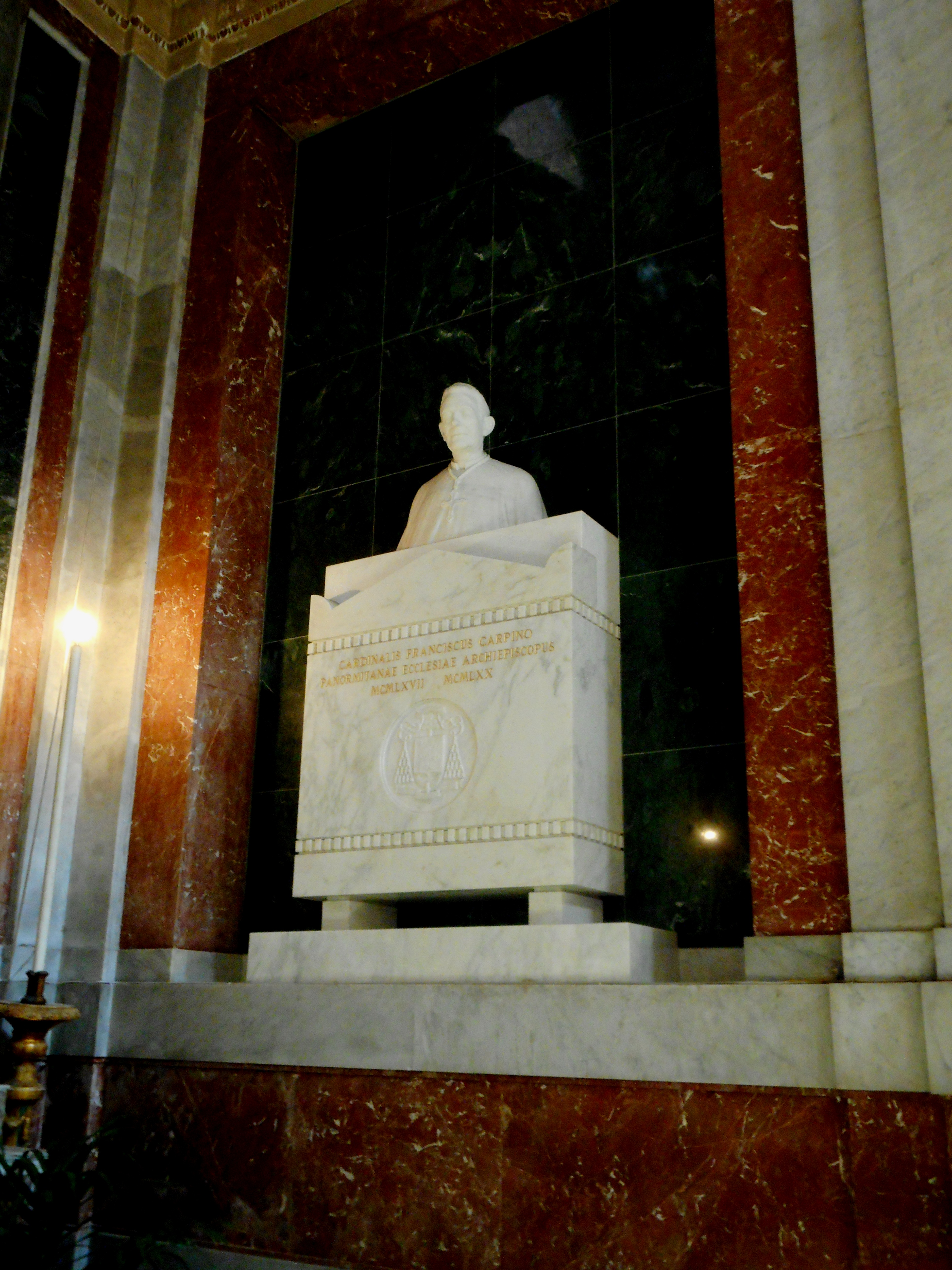
Tomba del Cardinale Carpino nella Cattedrale di Palermo

Francesco Carpino (Palazzolo Acreide, 18 maggio 1905 – Roma, 5 ottobre 1993) è stato un cardinale e arcivescovo cattolico italiano.

## Biografia
Nacque il 18 maggio 1905 a Palazzolo Acreide (Siracusa), terzo dei cinque figli di Salvatore Carpino, proprietario di una piccola azienda agricola, e Maria Odigitria "Itria" Cascino, dopo aver compiuto gli studi ginnasiali nel seminario di Noto si iscrisse al Pontificio Seminario Romano Maggiore, conseguendo presso la Pontificia Università Lateranense le lauree in filosofia e teologia, e la licenza in diritto canonico.
Ordinato sacerdote presso la Chiesa Madre di San Nicolò in Palazzolo Acreide il 14 agosto 1927 dal vescovo di Noto Giuseppe Vizzini insegnò filosofia e teologia nel seminario di Noto per due anni, e poi divenne professore di teologia sacramentaria alla Pontificia Università Lateranense, dove rimase fino al 1951.
L'11 febbraio 1951 Pio XII lo promosse coadiutore dell'arcivescovo di Monreale Ernesto Eugenio Filippi, al quale succedette il 23 agosto dello stesso anno, dopo essere stato consacrato vescovo con il titolo dell'arcidiocesi titolare di Nicomedia.
Nel 1961 Giovanni XXIII lo richiamò a Roma, nominandolo assessore della Congregazione Concistoriale e arcivescovo titolare di Sardica. Nel giugno 1963 fu nominato segretario del conclave, nel quale fu eletto Paolo VI.
Dopo aver svolto numerosi incarichi in diversi organismi della Curia Romana, rivestendo anche per un breve periodo la mansione di pro-prefetto della Congregazione per la Disciplina dei Sacramenti, il 26 giugno 1967 fu nominato arcivescovo di Palermo ed elevato alla dignità cardinalizia con il titolo di cardinale presbitero di Santa Maria Ausiliatrice in via Tuscolana.
Il 17 ottobre 1970 si dimise dall'arcidiocesi di Palermo, spiegando che essendo un'arcidiocesi con molti difficili problemi pastorali era necessario un arcivescovo più giovane per predisporre programmi a lungo termine. Assunse quindi altri incarichi presso la Congregazione per i Vescovi, il Supremo Tribunale della Segnatura Apostolica e presso il Governatorato dello Stato della Città del Vaticano. Il 27 gennaio 1978 divenne cardinale vescovo di Albano e infine morì a Roma il 5 ottobre 1993. Il suo corpo venne sepolto presso la Cattedrale di Palermo, nella cappella di Santa Cristina.

## Genealogia episcopale e successione apostolica
La genealogia episcopale è:
- Cardinale Scipione Rebiba
- Cardinale Giulio Antonio Santori
- Cardinale Girolamo Bernerio, O.P.
- Arcivescovo Galeazzo Sanvitale
- Cardinale Ludovico Ludovisi
- Cardinale Luigi Caetani
- Cardinale Ulderico Carpegna
- Cardinale Paluzzo Paluzzi Altieri degli Albertoni
- Papa Benedetto XIII
- Papa Benedetto XIV
- Cardinale Enrico Enriquez
- Arcivescovo Manuel Quintano Bonifaz
- Cardinale Buenaventura Córdoba Espinosa de la Cerda
- Cardinale Giuseppe Maria Doria Pamphilj
- Papa Pio VIII
- Papa Pio IX
- Cardinale Alessandro Franchi
- Cardinale Giovanni Simeoni
- Cardinale Antonio Agliardi
- Cardinale Basilio Pompilj
- Cardinale Adeodato Piazza, O.C.D.
- Cardinale Francesco Carpino

La successione apostolica è:
- Arcivescovo Ignazio Cannavò (1970)
- Vescovo Emanuele Romano (1973)